# Namur
Namur (vallonsk: Nameur, nederlandsk: Namen) er en by i Vallonien i det sydlige Belgien ved bredden af floden Sambre. Byen er hovedstad i Namur-provinsen og er også Valloniens hovedstad. Byen har 114.007(2024) indbyggere og dens areal er 175,69 km².